# FIFA
FIFA ili Fédération Internationale de Football Association najviša je svjetska nogometna organizacija. Njezino središte je u Zürichu, Švicarska, a njen sadašnji predsjednik je Gianni Infantino. Utemeljena je 21. svibnja 1904. u Parizu. FIFA je odgovorna za organizaciju nogometnih međunarodnih natjecanja, najpoznatije je FIFA Svjetsko prvenstvo, koje se održava od 1930. godine.
FIFA danas ima 209 nogometnih saveza članova, što je za 16 država više nego Ujedinjeni narodi i 3 države više nego Međunarodni olimpijski odbor, te 5 više od IAAF-a.

## Povijest
Potreba za glavnim nogometnim tijelom u svijetu postala je vidljiva početkom 20. stoljeća s povećanjem međunarodnih utakmica. FIFA je osnovana u Parizu, dana 21. svibnja 1904. godine s francuskim imenom Fédération Internationale de Football Association i skraćenicom FIFA. Njen prvi predsjednik je bio Robert Guérin.   
FIFA je svojim prvim natjecanjem predsjedala 1906. godine, ali sa slabim uspjehom. Zbog toga i nekih ekonomskih razloga, promijenjen je predsjednik, Guérina je zamijenio englez Daniel Burley Woolfall. Godine 1908. započeo je novi turnir, nogometno natjecanje na Olimpijskim igrama 1908. u Londonu. Natjecanje na OI 1908. je bilo uspješnije, usprkos pojavi profesionalnih nogometaša, što se protivilo načelima FIFA-e.   
Članstvo u FIFA-i se proširilo i izvan Europe, s molbama za članstvo JAR-a 1908., Argentine i Čilea 1912., te Kanade i SAD-a 1913. godine.
Međutim, FIFA nije djelovala tijekom Prvog svjetskog rata, jer je mnogo nogometaša poslano u rat te zbog nemogućnosti održavanja utakmica. Poslije rata, zbog Woolfallove smrti, predsjednikom je postao Nizozemac Carl Hirschmann. FIFA je spašena od gašenja, ali s odustajanjem Ujedinjenog Kraljevstva, koje je izjavilo da nije spremno igrati međunarodne utakmice s ratnim neprijateljima. Kasnije su se zemlje Ujedinjenog Kraljevstva (Engleska, Wales, Škotska i Sj. Irska) vratile članstvu u FIFA-i.

## Natjecanja
FIFA je organizator sljedećih natjecanja:
- Svjetsko prvenstvo u nogometu
- Svjetsko prvenstvo nogometnih klubova
- Svjetsko prvenstvo u nogometu za žene
- Nogometno natjecanje na Olimpijskim igrama
- Svjetsko prvenstvo u nogometu za mlade (U-21,U-19)

## Predsjednici
- Gianni Infantino, Švicarska (2016.-danas)
- Joseph S. Blatter, Švicarska (1998. – 2016.)
- João Havelange, Brazil (1974. – 1998.)
- Sir Stanley Rous, Engleska (1961. – 1974.)
- Arthur Drewry, Engleska (1955. – 1961.)
- Rodolphe William Seeldrayers, Belgija (1954. – 1955.)
- Jules Rimet, Francuska (1921. – 1954.)
- Daniel Burley Woolfall, Engleska (1906. – 1918.)
- Robert Guérin, Francuska (1904. – 1906.)

## Kontinentske federacije
██ UEFA – Europsko nogometno prvenstvo – Europa
██ AFC – Azijski kup – Azija
██ OFC – Kup nacija – Australija i Oceanija
██ CAF – Afrički kup nacija – Afrika
██ CONCACAF – Gold Cup – Sjeverna Amerika, Srednja Amerika i Karibi
██ CONMEBOL – Copa América – Južna Amerika 

## Vanjske poveznice
- FIFA.com (engl.) (njem.) (fr.) (šp.)

| Međunarodni nogomet | Međunarodni nogomet                     | Međunarodni nogomet |
| --- | --------------------------------------- | ------------------- |
| |                                         |                     |
| FIFA • Svjetsko prvenstvo • Konfederacijski kup • Olimpijske igre • Otočke igre • FIFA-ina ljestvica • Igrač godine • Momčadi |                                         |                     |
| |                                         |                     |
| Azija | AFC – Azijsko prvenstvo                 |                     |
| |                                         |                     |
| Afrika | CAF – Afrički kup nacija                |                     |
| |                                         |                     |
| Sjeverna Amerika | CONCACAF – Gold Cup • Liga nacija       |                     |
| |                                         |                     |
| Južna Amerika | CONMEBOL – Copa América                 |                     |
| |                                         |                     |
| Oceanija | OFC – Kup nacija                        |                     |
| |                                         |                     |
| Europa | UEFA – Europsko prvenstvo • Liga nacija |                     |
| |                                         |                     |
| izvan FIFA-e | NFB – Viva World Cup                    |                     |

| Međunarodni nogomet | Međunarodni nogomet                     | Međunarodni nogomet |
| --- | --------------------------------------- | ------------------- |
| |                                         |                     |
| FIFA • Svjetsko prvenstvo • Konfederacijski kup • Olimpijske igre • Otočke igre • FIFA-ina ljestvica • Igrač godine • Momčadi |                                         |                     |
| |                                         |                     |
| Azija | AFC – Azijsko prvenstvo                 |                     |
| |                                         |                     |
| Afrika | CAF – Afrički kup nacija                |                     |
| |                                         |                     |
| Sjeverna Amerika | CONCACAF – Gold Cup • Liga nacija       |                     |
| |                                         |                     |
| Južna Amerika | CONMEBOL – Copa América                 |                     |
| |                                         |                     |
| Oceanija | OFC – Kup nacija                        |                     |
| |                                         |                     |
| Europa | UEFA – Europsko prvenstvo • Liga nacija |                     |
| |                                         |                     |
| izvan FIFA-e | NFB – Viva World Cup                    |                     |